# Чемпионат Европы по классическому пауэрлифтингу
Чемпионат Европы по классическому пауэрлифтингу разыгрывается с 2015 года.

## Турниры
| Турнир | Место проведения | Дата проведения | К-во спортсменов | К-во стран |
| ------ | ---------------- | --------------- | ---------------- | ---------- |
| 2015   | Пльзень          | 21-28 марта     | 86+48            |            |